# Meir (Name)
Meir (IPA: [meˈʕir]), auch Meier, ist ein jüdischer Vorname (hebr. ‚erleuchtet‘; ‚leuchtend‘, ‚strahlend‘), der auch als Familienname verbreitet ist.

## Namensträger

### Vorname
- Meir Amit (1921–2009), israelischer General, 1963 bis 1968 Direktor des israelischen Geheimdienstes Mossad
- Meir Auerbach (1815–1878), jüdischer Gelehrter des 19. Jahrhunderts, Rabbiner und aschkenasischer Oberrabbiner
- Meir Bar-Ilan (1880–1949), orthodoxer Rabbiner und ein Führer des religiösen Zionismus
- Meir Dagan (1945–2016), israelischer General und Leiter des israelischen Auslandsgeheimdienstes Mossad (2002–2011)
- Meir Dizengoff (1861–1936), jüdischer Ingenieur und Kaufmann, Mitbegründer und erster, langjähriger Bürgermeister Tel Avivs
- Meir Lubor Dohnal (* 1938), tschechischer Drehbuchautor, Dramaturg, Regisseur, Schauspieler und Hochschullehrer
- Meir Eshel (1964–1993), israelischer Künstler, siehe Absalon (Künstler)
- Meir Jelin (1910–2000), sowjetischer, auf Jiddisch und Litauisch schreibender Schriftsteller
- Meir Kahane (1932–1990), Rabbiner, Gründer der Kach-Bewegung; radikaler Nationalist und Zionist
- Meir Katzenellenbogen  (um 1482–1565), jüdischer Gelehrter, Rabbi von Padua und Venedig
- Meir Lublin (1558–1616), polnischer Rabbiner und Talmudist
- Meir von Rothenburg (Meir ben Baruch von Rothenburg, MaHaRam; um 1215–1293), Rabbiner und Talmudgelehrter
- Meier Schwarz (1926–2022), israelischer Hydrobiologe und Autor
- Meir ben Simon ha-Me’ili, im 13. Jahrhundert wirkender Halachist in Narbonne und scharfer Kritiker der aufkommenden Kabbala
- Meir Shalev (1948–2023), israelischer Schriftsteller
- Meir Wiener (Historiker) (1819–1880), deutscher Lehrer und Historiker
- Meir Wiener (Literaturwissenschaftler) (1893–1941), polnisch-österreichischer Schriftsteller und Literaturwissenschaftler
- Meir Zorea (1923–1995), General der israelischen Streitkräfte und Abgeordneter der Knesset

### Mittelname
- Eisik Meir Dick  (1807–1893), hebräischer und jiddischer Schriftsteller und Übersetzer
- Israel Meir Kagan (Chafetz Chajim; 1838–1933), Ethiker und einflussreiche osteuropäische rabbinische Autorität
- Israel Meir Lau (* 1937), Oberrabbiner der Stadt Tel Aviv
- Omer Meir Wellber (* 1981), israelischer Dirigent

### Familienname
- Eric Van Meir (* 1968), belgischer Fußballnationalspieler
- Gerhard Meir (1955–2020), deutscher Friseur und Autor
- Gottfried Meir (1911–1970), SS-Untersturmführer
- Golda Meir (Golda Meirson, Golda Mabowitsch; 1898–1978), israelische Politikerin
- Irit Meir (1957–2018), israelische Linguistin
- Jacob Meir (1857–1939), sefardischer Oberrabbiner in Jerusalem
- Jessica Meir (* 1977), amerikanisch-schwedische Astronautin
- Kalonymus ben Kalonymus ben Meïr (1286–nach 1328), provenzalischer jüdischer Autor und Übersetzer, siehe Kalonymus ben Kalonymus
- Rabbi Meir (2. Jahrhundert), Tannaite der 4. Generation
- Rebekka bat Meir Tiktiner (15./16. Jahrhundert), jüdische Autorin
- Samuel ben Meir (Raschbam; um 1085–um 1174), jüdischer Kommentator von Tanach und Talmud
- Schlomo Jisra’el Ben Me’ir (1910–1971), israelischer Rechtsanwalt, Rabbiner und Politiker
- Sharone Meir (* 1965), israelischer Kameramann
- Yehuda ben Meir (10./11. Jahrhundert), deutscher Rabbi, Talmud-Lehrer und Reisender
- Yehuda Ben-Meir (1939–2025), israelischer Politiker, Psychologe und Rechtsanwalt